# Griet Lommers
Griet Lommers, född 1689, död 1730, var en nederländsk brottsling. 
Hon var sambo med den ökända landsvägsrövaren Jacob Frederik Muller alias Jaco (1690-1718), och deltog tillsammans med honom i rånturnéer i Nederländerna. Hon fungerade både som hans spion, men också som polisspion. Hon var vid flera tillfällen fängslad på arbetshus. 
Hon och hennes sambo blev under 1800-talet välkända i brottslegender. 